# Lycodonomorphus laevissimus
Lycodonomorphus laevissimus är en ormart som beskrevs av Günther 1862. Lycodonomorphus laevissimus ingår i släktet Lycodonomorphus och familjen snokar.
Denna orm förekommer i södra och sydöstra Sydafrika samt i Swaziland. Kanske når den även Moçambique. Habitatet utgörs av vattendragens strandlinjer med träd. Det omgivande landskapet kan vara gräsmarker. Arten lever i låglandet och i bergstrakter upp till 1700 meter över havet. Honor lägger ägg.
Intensivt bruk av vattendragens vatten kan påverka beståndet negativt. Hela populationen anses vara stabil. IUCN listar arten som livskraftig (LC).

## Underarter
Arten delas in i följande underarter:
- L. l. laevissimus
- L. l. natalensis
- L. l. fitzsimonsi